# محاري كيسي
محاري كيسي (الاسم العلمي: Pleurotus cystidiosus) هو نوع من الفطريات يتبع جنس المحاري من فصيلة المحارية.